# Frits Potgieter
Pour les articles homonymes, voir Potgieter.
Frederick « Frits » Potgieter  (né le 13 mars 1974 à Pretoria) est un athlète sud-africain, spécialiste du lancer du disque. Il remporte les championnats d'Afrique en 2000.

## Biographie

### Palmarès
| Date | Compétition                   | Lieu              | Résultat | Épreuve          | Performance |
| ---- | ----------------------------- | ----------------- | -------- | ---------------- | ----------- |
| 1992 | Championnats du monde juniors | Séoul             | 2e       | Lancer du disque | 56,28 m     |
| 1995 | Universiade                   | Fukuoka           | 2e       | Lancer du disque | 61,38 m     |
| 1995 | Jeux africains                | Harare            | 3e       | Lancer du disque | 58,54 m     |
| 1998 | Championnats d'Afrique        | Dakar             | 2e       | Lancer du disque | 60,50 m     |
| 1998 | Jeux du Commonwealth          | Kuala Lumpur      | 6e       | Lancer du disque | 59,01 m     |
| 1999 | Universiade                   | Palma de Mallorca | 5e       | Lancer du disque | 61,10 m     |
| 1999 | Jeux africains                | Johannesburg      | 2e       | Lancer du disque | 60,59 m     |
| 2000 | Championnats d'Afrique        | Alger             | 1er      | Lancer du disque | 60,35 m     |

### Records
| Épreuve          | Performance | Lieu          | Date            |
| ---------------- | ----------- | ------------- | --------------- |
| Lancer du disque | 63,90 m     | Potchefstroom | 14 février 2000 |